# .ng
.ng je vrhovna internetska domena (country code top-level domain - ccTLD) za Nigeriju. Domenom upravlja Nigerijsko udruženje za internetsku registraciju.

## Vanjske poveznice
- IANA .ng whois informacija  Arhivirana inačica izvorne stranice od 21. kolovoza 2008. (Wayback Machine)